# McLean Stevenson
Edgar McLean Stevenson Jr., noto come McLean Stevenson (Normal, 14 novembre 1927 – Los Angeles, 15 febbraio 1996), è stato un attore statunitense, noto soprattutto per aver preso parte alle serie TV M*A*S*H e The Doris Day Show negli anni '70.
Nel 1974 ha vinto il Golden Globe per il miglior attore non protagonista in una serie. 

## Filmografia parziale

### Cinema
- Il gatto venuto dallo spazio (The Cat from Outer Space), regia di Norman Tokar (1978)

### Televisione
- Quella strana ragazza (That Girl) - serie TV, 1 episodio (1969)
- The Doris Day Show - serie TV, 49 episodi (1969-1971)
- M*A*S*H - serie TV, 72 episodi (1972-1975)
- The McLean Stevenson Show - serie TV, 12 episodi (1976-1977)
- In the Beginning - serie TV, 9 episodi (1978)
- Hello, Larry - Larry Alder (1979 - 1980, 38 episodi)
- Il mio amico Arnold (Diff'rent Strokes) - Larry Alder (1979 - 1980, 6 episodi)
- Condo - serie TV, 13 episodi (1983)
- Square One TV - serie TV, 3 episodi (1988)
- Dirty Dancing - serie TV, 11 episodi (1988-1989)

## Doppiatori italiani
Nelle versioni in italiano delle opere in cui ha recitato, McLean Stevenson è stato doppiato da:
- Vittorio Di Prima in The Doris Day Show (1ª voce)
- Rino Bolognesi in The Doris Day Show (2ª voce)
- Renato Izzo in M*A*S*H (parte degli episodi delle stagioni 1-3)
- Mario Maranzana in M*A*S*H (parte degli episodi delle stagioni 1-3)
- Rodolfo Traversa in M*A*S*H (parte degli episodi delle stagioni 1-3)
- Pino Locchi in Il gatto venuto dallo spazio
- Antonio Guidi in Condo
- Oliviero Dinelli in M*A*S*H (episodio 3x16)
- Augusto Di Bono in Hello, Larry